# Silvana Silvani
Silvana Silvani, née le 14 mars 1960, est une femme politique française. Membre du Parti communiste français, elle est sénatrice de la Meurthe-et-Moselle depuis 2023.

## Biographie

### Origines et profession
Fille de sidérurgiste, Silvana Silvani a travaillé comme formatrice à l’Union régionale des foyers ruraux de Lorraine.

### Parcours politique

#### Au conseil départemental de Meurthe-et-Moselle
Elle est conseillère départementale élue dans le canton de Nancy-3 depuis le 27 juin 2021. Elle est nommée vice-présidente de cette assemblée, chargée de l'insertion professionnelle, en juillet de la même année,. Elle s’est notamment investie dans le projet de territoire zéro non-recours, pour défendre l’accès aux droits sociaux des plus précaires.
Annie Silvestri lui succède le 20 novembre 2023 à la vice-présidence du conseil départemental , héritant des portefeuilles de « l’insertion et de la lutte contre le non-recours ».

#### Au Sénat
Elle est élue sénatrice de la Meurthe-et-Moselle le 24 septembre 2023, sur la liste Unis pour nos communes, regroupant le PS et le PCF, et menée par le sénateur sortant Olivier Jacquin. Silvana Silvani appartient au groupe CRCE-Kanaky. Elle siège au sein de la Commission des affaires sociales ainsi que de la Commission des affaires européennes.